# Mesontoplatys parvulus
Mesontoplatys parvulus är en skalbaggsart som beskrevs av Edgar von Harold 1871. Mesontoplatys parvulus ingår i släktet Mesontoplatys och familjen Aphodiidae. Inga underarter finns listade i Catalogue of Life.